# Tramvajová doprava v Krakově

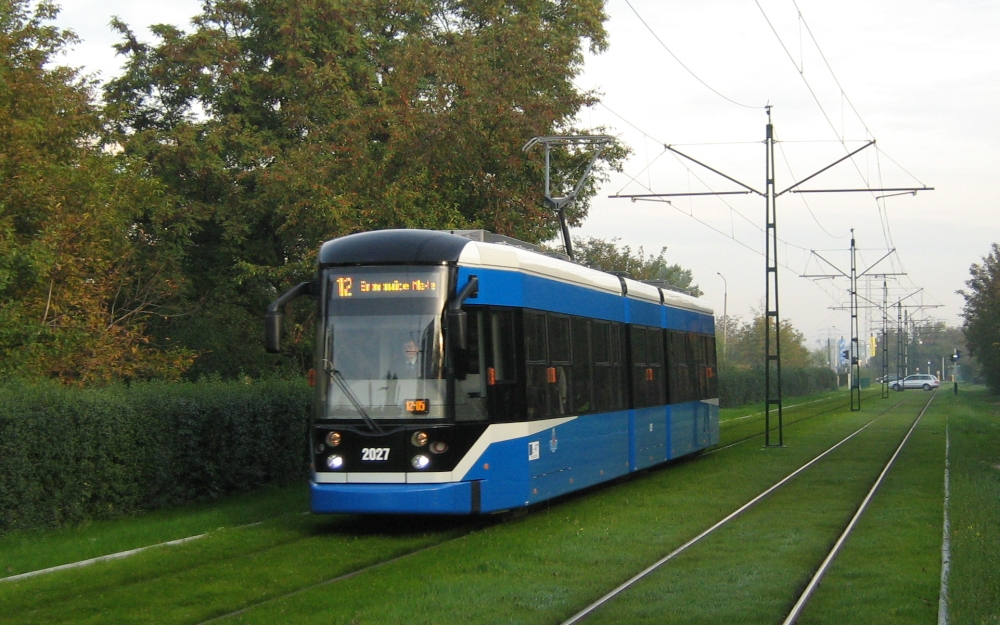
Bombardier NGT6 z třetí série patří k nejnovějším typům krakovských tramvají

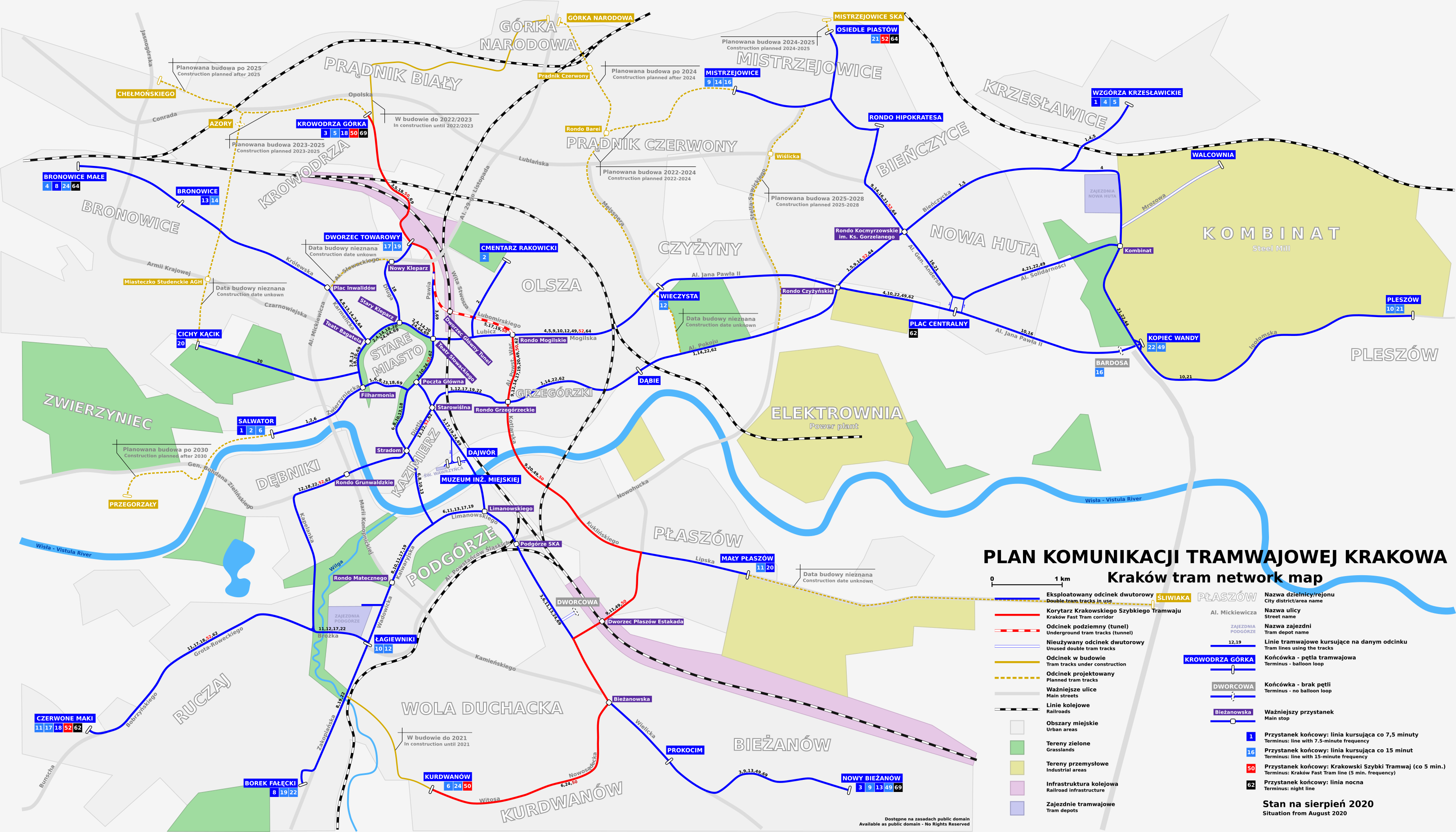
Mapa tramvajové sítě v Krakově (stav 2020)

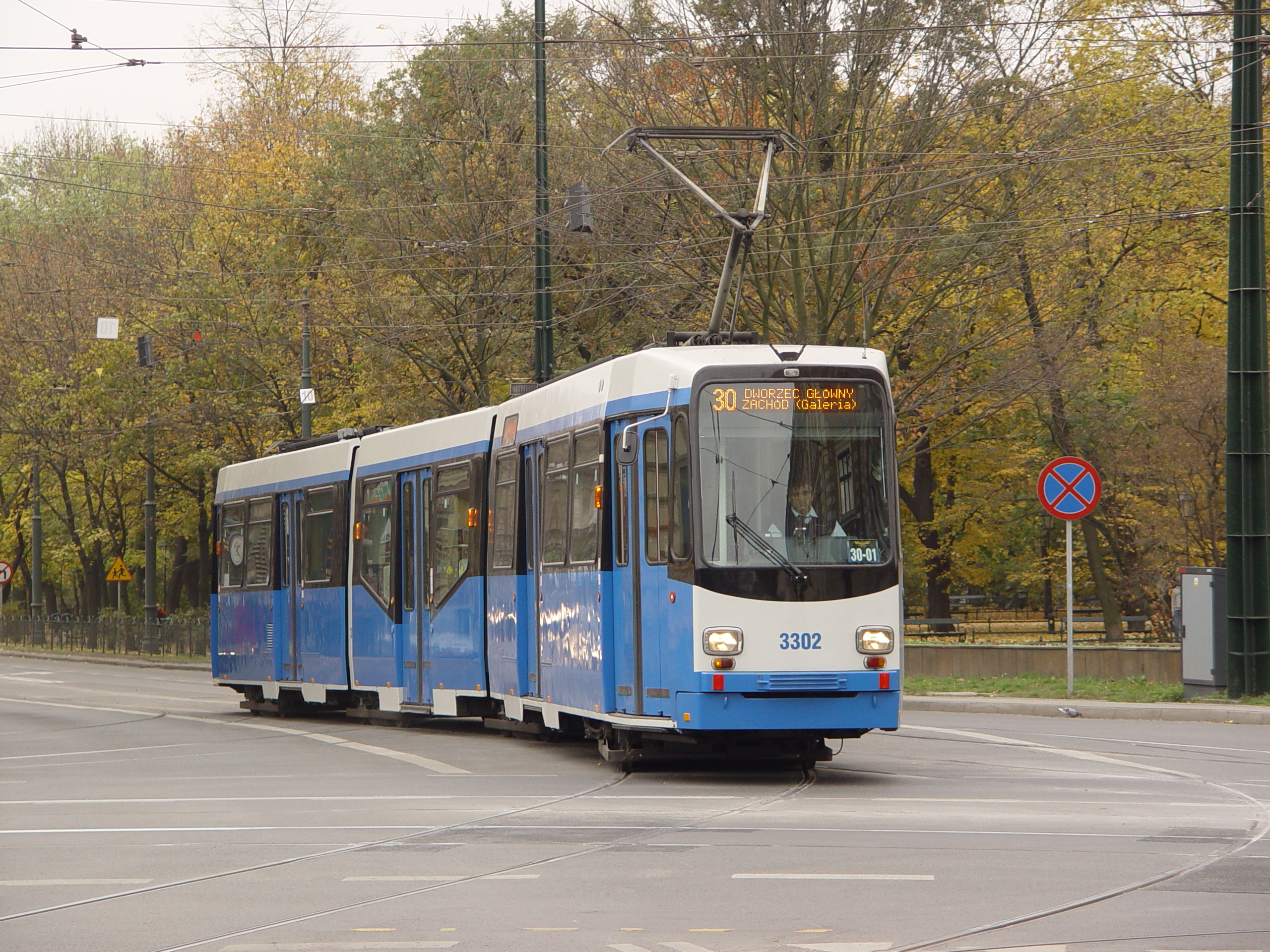
Tramvaj typu N8S-NF

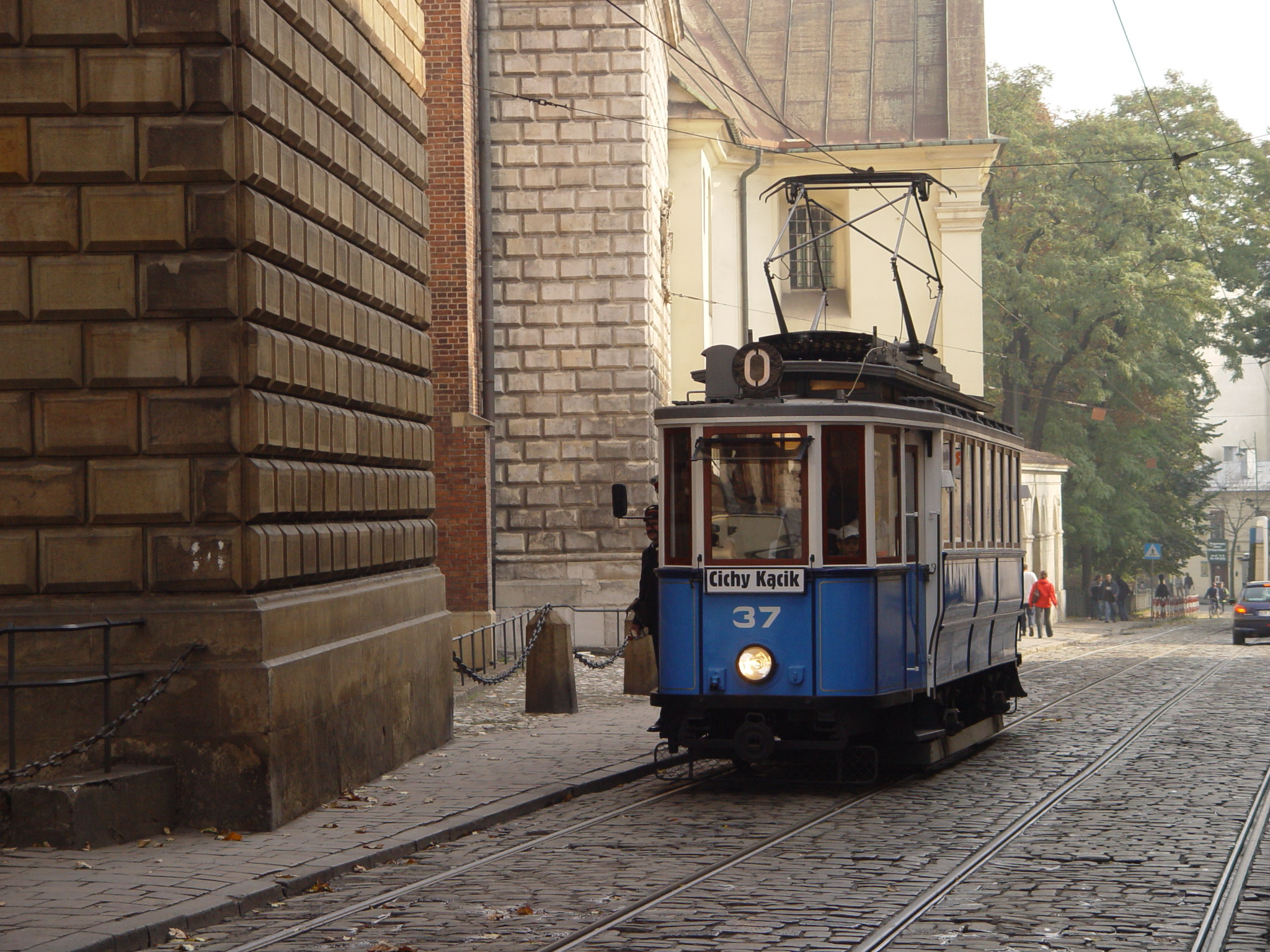
Zrekonstruovaný historický vůz Sanok SN1

Tramvajovou dopravu v Krakově tvoří rozsáhlá síť 27 linek tohoto druhu dopravy. Celková délka sítě činí 103 km. Rozchod kolejí je standardní evropský, 1435 mm. V provozu je přes 380 tramvajových vozů.

## Historie
Začátky současné sítě sahají až do roku 1882. Tehdy vznikla koňka o rozchodu pouhých 900 mm; její 2,8 km dlouhá trať spojila místní nádraží a Podgórski most. Roku 1901 se objevila elektrická tramvaj. Rozvoj města přál i tramvajím a tak kilometry sítě přibývaly. V lednu 1913 byl slavnostně otevřen první úsek s rozchodem kolejí 1435 mm, do provozu zde byly nasazeny vozy typu SN1. Změna rozchodu pokračovala plynule v celé síti až do roku 1953, kdy se Krakované s úzkorozchodnou dráhou rozloučili. Až do roku 1925 se jezdilo levostranně. Po roce 1950 bylo nutné zavést dopravu i k novému sídlišti Nowa Huta. Ve stejné době (1955) byly také zrušeny tratě v samém jádru města, a to i přes Krakovský rynek (polsky Rynek Glówny). Později přibývaly tratě na samostatných tělesech, rychlodrážního charakteru. Začalo se dokonce – vzhledem k velikosti a rozvoji města – uvažovat i o zřízení speciální rychlodrážní tramvaje; ta se buduje po etapách od roku 2000. V červenci 2016 využil papež František tramvaj pro přesun z arcibiskupského paláce ve Francizkáńské ulici čp. 3 na Błoniu, kde se konalo setkání v rámci Světových dnů mládeže.
Síť má dvě vozovny, a to Zajezdnia Nowa Huta a Zajezdnia Podgórze.
Ještě v dnešní době se dochovaly některé koleje s rozchodem 900 mm v historické části města, jedná se však pouze o velmi krátké fragmenty původních tratí.

## Vozový park
Stav k 1. listopadu 2014.
- Konstal 105Na – 116 vozů (dodány 1979–1992)
- Bombardier NGT6 – 50 vozů (dodány 2000–2008; nízkopodlažní)
- Bombardier NGT8 – 24 vozů (dodány 2012; nízkopodlažní)
- SGP E1 – 142 vozů (dodány po roce 2003, odkoupeny z Vídně)
- Duewag c3 – vlečné vozy odkoupené z Vídně a určené pro provoz v soupravě s tramvajemi E1
- MAN N8S-NF – 12 vozů (dodány 2006, odkoupeny z Norimberku a Essenu; část vozů je nízkopodlažní)
- Düwag GT8S – 28 vozů (dodány 2009; odkoupeny z Düsseldorfu)
- Rotax/MPK EU8N – 31 vozů (dodány po roce 2010; nízkopodlažní vozy vzniklé modernizací původem vídeňských tramvají E6 a vleků C6)
- Protram 405N-Kr – 1 vůu (dodán 2012; nízkopodlažní vůz vzniklý modernizací tří vozů 105Na)

### Historické vozy
- Sanok SN1
- LH Standard
- Sanok SN2
- Konstal N
- Konstal 102N
- Konstal 102Na
- MAN - Nürnberg T4
- MAN - Nürnberg GT6

## Linkové vedení
V roce 2015 bylo v provozu 27 běžných tramvajových linek – 22 pravidelných denních (řada 1–30), dvě rychlodrážní (řada 50–59) a tři noční (řada 60–69). Číslem 0 je značena nostalgická linka s historickými vozidly, řadou 40–49 bývají označovány nepravidelné posilové linky, řadou 70–79 dočasné linky zřízené při opravách a objížďkách a řadou 90–99 speciální sváteční linky (např. během svátku Všech svatých).
| Linka         | Trasa                                   | Doba jízdy | Počet zastávek |
| ------------- | --------------------------------------- | ---------- | -------------- |
| Mapa linky 1  | Wzgórza Krzesławickie – Salwator        | 43 min     | 29             |
| Mapa linky 2  | Salwator – Cmentarz Rakowicki           | 19 min     | 12             |
| Mapa linky 3  | Bieżanów Nowy – Krowodrza Górka         | 40 min     | 24             |
| Mapa linky 4  | Wzgórza Krzesławickie – Bronowice Małe  | 50 min     | 32             |
| Mapa linky 5  | Wzgórza Krzesławickie – Krowodrza Górka | 36 min     | 23             |
| Mapa linky 6  | Kurdwanów – Salwator                    | 32 min     | 22             |
| Mapa linky 7  | Mały Płaszów – Dworzec Towarowy         | 25 min     | 15             |
| Mapa linky 8  | Borek Fałęcki – Bronowice Male          | 30 min     | 21             |
| Mapa linky 9  | Mistrzejowice – Bieżanów Nowy           | 57 min     | 35             |
| Mapa linky 10 | Pleszów – Borek Fałęcki                 | 61 min     | 33             |
| Mapa linky 11 | Mały Płaszów – Czerwone Maki            | 37 min     | 24             |
| Mapa linky 12 | Borek Fałęcki – Dąbie                   | 43 min     | 22/23          |
| Mapa linky 13 | Bieżanów Nowy – Bronowice Małe          | 49 min     | 31             |
| Mapa linky 14 | Mistrzejowice – Bronowice               | 50 min     | 33             |
| Mapa linky 16 | Mistrzejowice – Kopiec Wandy            | 22 min     | 16             |
| Mapa linky 18 | Czerwone Maki – Krowodrza Górka         | 44 min     | 26             |
| Mapa linky 19 | Borek Fałęcki – Dworzec Towarowy        | 35 min     | 19             |
| Mapa linky 20 | Bronowice – Mały Płaszów                | 30 min     | 20             |
| Mapa linky 21 | Pleszów – Osiedle Piastów               | 30 min     | 19             |
| Mapa linky 22 | Borek Fałęcki – Walcownia               | 60 min     | 36             |
| Mapa linky 23 | Czerwone Maki – Bieżanów Nowy           | 40 min     | 28             |
| Mapa linky 24 | Kurdwanów – Bronowice Małe              | 45 min     | 28             |
| Mapa linky 50 | Krowodrza Górka – Kurdwanów             | 36 min     | 23             |
| Mapa linky 52 | Czerwone Maki – Osiedle Piastów         | 60 min     | 34             |
| Mapa linky 62 | Czerwone Maki – Kombinat                | 62 min     | 33             |
| Mapa linky 64 | Bronowice Małe – Osiedle Piastów        | 54 min     | 30             |
| Mapa linky 69 | Krowodrza Górka – Nowy Bieżanów         | 50 min     | 28             |

## Tramvajové smyčky
| Č.  | Název                 | Rok otevření | Kolejí | Linky           |
| --- | --------------------- | ------------ | ------ | --------------- |
| 1.  | Bieńczyce             | 1966         | 2      | 52 (část spojů) |
| 2.  | Borek Fałęcki         | 1950         | 3      | 8, 10, 12, 22   |
| 3.  | Bronowice             | 1937         | 2      | 14, 24          |
| 4.  | Bronowice Małe        | 1975         | 2      | 4, 8, 13        |
| 5.  | Cichy Kącik           | 1902         | 2      | 20              |
| 6.  | Cmentarz Rakowicki    | 1934         | 1      | 2               |
| 7.  | Czerwone Maki         | 2012         | 2      | 11, 18, 23, 52  |
| 8.  | Dajwór                | 1953         | 2      | -               |
| 9.  | Dąbie                 | 1968         | 2      | 12              |
| 10. | Dworzec Towarowy      | 1907         | 2      | 7, 19           |
| 11. | Kopiec Wandy          | 1977         | 2      | 16              |
| 12. | Krowodrza Górka       | 1984         | 3      | 3, 5, 18, 50    |
| 13. | Kurdwanów             | 2000         | 2      | 6, 24, 50       |
| 14. | Łagiewniki            | 1938         | 3      | 19              |
| 15. | Mały Płaszów          | 2010         | 2      | 7, 11, 20       |
| 16. | Mistrzejowice         | 1974         | 2      | 9, 14, 16       |
| 17. | Nowy Bieżanów         | 1978         | 2      | 3, 9, 13, 23    |
| 18. | Osiedle Piastów       | 1976         | 2      | 21, 52          |
| 19. | Pleszów               | 1962         | 2      | 10, 21          |
| 20. | Prokocim              | 1965         | 2      | 24 (část spojů) |
| 21. | Salwator              | 1917         | 2      | 1, 2, 6         |
| 22. | Walcownia             | 1955         | 2      | 22              |
| 23. | Wieczysta             | 1964         | 2      | 5 (část spojů)  |
| 24. | Wzgórza Krzesławickie | 1968         | 2      | 1, 4, 5         |